# Schlacht um Algier
Schlacht um Algier (arabisch معركة الجزائر, DMG Maʿrakat al-Ǧazāʾir; französisch La Bataille d'Alger; Originaltitel: La Battaglia di Algeri) ist ein Film des italienischen Regisseurs und Journalisten Gillo Pontecorvo. Der 1966 gedrehte Schwarzweißfilm thematisiert eine Episode des algerischen Unabhängigkeitskrieges gegen Frankreich der Jahre 1954 bis 1962. Als Schlacht von Algier gelten die Ereignisse zwischen Januar und Oktober 1957, als die französische Armee und die algerisch-nationalistische Rebellenorganisation FLN in der Hauptstadt Algier aufeinander trafen. In seiner realistischen Darstellung steht der Film in der Tradition des italienischen Neorealismus.
Pontecorvo hatte zuvor als Journalist zusammen mit Solinas Recherchen in Algier durchgeführt. Schon damals schwebte ihm ein Filmprojekt Paras (die Abkürzung für Fallschirmjäger, französisch «Parachutistes») vor. Als der algerische Produzent und frühere Anführer der FLN Yacef Saadi ihn und andere italienische Regisseure wie Francesco Rosi kontaktierte, sagte er unter der Bedingung einer strikt objektiven Schilderung zu.

## Handlung
Die Handlung spielt in Algier im Jahr 1957. Die Einheiten der französischen Armee werden von Colonel Mathieu befehligt. Er jagt in der verwinkelten Altstadt, der Kasbah, die Urheber immer neuer Bombenanschläge der FLN, die sich zunehmend auch gegen Zivilisten richten. Die Aufständischen werden von Ali la Pointe befehligt, der als Attentäter vom Kleinkriminellen zum Leiter des Widerstands aufsteigt. Die Grausamkeiten beider Seiten wie die Folter von Verdächtigen durch die Franzosen und die Morde der FLN an „Verrätern“ werden ungeschönt dargestellt.

## Hintergrund
Der Film basiert auf historischen Ereignissen aus der Anfangszeit des Algerienkrieges. 1957 versuchte die 10. französische Fallschirmjägerdivision unter General Jacques Massu, die Kasbah von Algier von Aufständischen der algerischen Befreiungsfront FLN zu „säubern“. Zuvor hatte die FLN im September 1956 mit mehreren Bombenattentaten damit begonnen, ihre Hauptaktivität nach Algier zu verlagern. Von Anschlägen dort versprach sie sich eine größere politische Wirkung. Unter anderem war ein Air-France-Büro betroffen. Die Gegenmaßnahmen der Franzosen waren durch rücksichtsloses Vorgehen gegen die arabische Zivilbevölkerung, den massiven Einsatz von schwerster Folter und extralegalen Hinrichtungen von FLN-Verdächtigen gekennzeichnet. Dies führte zu internationalen Protesten und schweren innenpolitischen Konflikten in Frankreich. Prominente Intellektuelle wie Jean-Paul Sartre äußerten öffentlich, dass die Methoden der französischen Demokratie unwürdig seien. Als Französische Doktrin, von dem Offizier Roger Trinquier in seinem militärtheoretischen Buch „La Guerre moderne“ zusammengefasst, bilden diese Maßnahmen jedoch bis heute eine Vorlage für die Bekämpfung von Aufständischen. Sicherheitskräfte und Militär vieler Länder folgten dem französischen Beispiel. Insbesondere die schmutzigen Kriege im Lateinamerika der 1970er und 1980er Jahre wurden bewusst nach dem Muster der „Schlacht um Algier“ geführt, wobei auch der Film als Lehrmittel zum Einsatz kam (siehe unten).
Gillo Pontecorvo, der vorher in Algier ein halbes Jahr intensiv recherchierte, drehte den Film an Originalschauplätzen vier Jahre nach der Unabhängigkeit Algeriens und besetzte die meisten Rollen mit Laiendarstellern. So ist der Hauptdarsteller Brahim Hadjadj ein analphabetischer Bauer, den Pontecorvo zufällig auf dem Markt entdeckte. In den engen Gassen der Kasbah konnte nur eine tragbare Kamera eingesetzt werden. Das Budget betrug etwa 800.000 US-Dollar. Die algerische Regierung förderte die Produktion finanziell. Der Ko-Produzent Yacef Saadi (der 1964 Casbah Films gründete) war 1957 an den Kampfhandlungen auf Seiten der FLN beteiligt und spielt sich im Film selbst.
Einer der wenigen regulären Schauspieler ist der französische Theaterschauspieler Jean Martin (* 1922). Wegen seiner offenen Opposition gegen den Algerienkrieg – so unterzeichnete er 1960 den „Appell der 121“, der zur Verweigerung des Wehrdienstes in Algerien aufrief – hatte Martin in Frankreich zeitweise keine Rollen bekommen.
Schlacht um Algier feierte seine Premiere im September 1966 bei den Filmfestspielen von Venedig. In Frankreich und England war er bis 1971 verboten. Auch in anderen Ländern versuchten Organisationen wie die Organisation de l’armée secrète (OAS) Aufführungen zu verhindern und zu sabotieren. Teilweise kam es sogar zu gewalttätigen Übergriffen.
Gegner des Vietnamkrieges zogen Verbindungen zwischen Algerien und Südostasien. Der Filmkritiker Andrew Sarris berichtete:

„Wellen von Applaus brandeten auf bei den Terrorszenen gegen die französische Kolonialmacht, bei einzelnen Mordanschlägen. (...) Manchmal gab es Jubel. ,Saigon next!‘, rief ein Mann, als die Algerier ein vollbesetztes Café im französischen Viertel in die Luft jagten.“

In lateinamerikanischen Regimen wurde der Film in den 1970er Jahren zur Unterweisung in Foltermethoden benutzt. Wie die Journalistin Marie-Monique Robin aufdeckte, bildeten französische Offiziere mit Algerienerfahrung die lateinamerikanischen Sicherheitskräfte auch direkt in den entsprechenden Foltertechniken aus. In der US-Armee, die sich im Irak ähnlichen Problemen mit von der Bevölkerung kaum zu unterscheidenden Untergrundkämpfern gegenübersah, wurde der Film bis in die Gegenwart wegen seiner realistischen Darstellung des Kampfes einer regulären westlichen Besatzungsarmee gegen die Guerillataktik von Untergrundkämpfern gezeigt. 2004 kam er auch in den USA sowie nach einer Aufführung auf dem Festival in Cannes in Frankreich in die Kinos.

## Kritiken
„Der Film macht keinen Hehl aus seiner antikolonialistischen Überzeugung; aber furchtbare und herzzerreißende Szenen von Gräueltaten und Vergeltungsmaßnahmen sind lobenswert ausgewogen und zeigen beide Seiten des Konflikts und seinen schrecklichen menschlichen Preis. Der Film ist packend von Anfang bis Ende. […] Er hat nichts von seiner leidenschaftlichen Kraft verloren.“

Ann Hornaday bezeichnete den auf den DVDs neu veröffentlichten Film in der Washington Post vom 9. Januar 2004 als „genauso dringlich, weise, intensiv und vorausahnend wie am Tag der Erstveröffentlichung“

„Neue Wege des Dokumentarfilms ging der Italiener Gillo Pontecorvo mit der ,Schlacht von Algier‘. Pontecorvo, studierter Chemiker und Journalist, rekonstruierte die grausamen Kämpfe zwischen Massus Paras und den Kasbah-Bewohnern, mit Massenszenen, Terror und Folterungen. Pontecorvo wiederholte die Vorgänge veristisch und historisch genau. Er engagierte Laien, die an den Kämpfen teilgenommen hatten, und der Algerier Yacef Saadi, einst Organisator des Kasbah-Aufstands, spielte sich nochmals selbst. Mit zuweilen verwackelter Kamera suggeriert Pontecorvo auch formal Cinema verité. Die französische Delegation hatte vergebens versucht, den Film aus dem Festival-Programm zu boxen; aus Protest blieb sie der Aufführung fern.“

„Eine überzeugende Dokumentation in Spielfilmform, äußerlich nüchtern und leidenschaftslos, innerlich mit unüberhörbarem menschlichen und politischen Engagement. Für politisch Interessierte ein sehenswerter Film.“

## Auszeichnungen (Auswahl)
- 1966: Internationale Filmfestspiele von Venedig: Goldener Löwe und FIPRESCI-Preis
- 1967: Oscar-Nominierungen für Drehbuch, Regie und besten fremdsprachigen Film
- 1967: Nastro d’Argento der Sindacato Nazionale Giornalisti Cinematografici Italiani
- 1972: United Nations Award des Britischen Filmpreises